# シールドアタッカー
シールドアタッカー（Shield Attacker）は、カプコンのコンピュータゲーム「ロックマンシリーズ」およびその派生シリーズに登場する架空のロボット。それらバリエーションの総称をシールドアタッカーシリーズと呼ぶ。

## 概要
ロケットエンジンが付いた大きな盾のような敵キャラクター。元は警護用のシールドだったのを改造、ロケットエンジンで自ら飛ぶよう改造された。弱点はロケットエンジンの部分。様々なバリエーションが存在するが、一貫して往復移動するパターンしかない。

## バリエーション
新シールドアタッカー（ロックマン5）
新たに地表検索システムを搭載したタイプ。
シールドアタッカーGTR（ロックマン6）
前面部分にトゲを付け、攻撃力を向上させたもの。
真シールドアタッカー（ロックマン7）
シールドを上下反転させることで旋回に要する時間を短縮した発展型。
ハンニャアタッカー（ロックマン8）
今までのシールドアタッカーシリーズに限界を感じたワイリーが、般若のお面をモチーフに作ったシールドアタッカー。この顔で一気に迫ってくるため、仲間からも怖がられているという。

## 登場作品
- ロックマン4 新たなる野望!!（ドリルマン、ダストマン、スカルマン）
- ロックマンワールド3（ドリルマン、ダストマン、スカルマン）
- ロックマン5 ブルースの罠!?（クリスタルマン）
- ロックマン6 史上最大の戦い!!（ブリザードマン、トマホークマン）
- ロックマン7 宿命の対決!（フリーズマン、シェードマン）
- ロックマン8 メタルヒーローズ（テングマン）
- ロックマン9 野望の復活!!（トルネードマン、ギャラクシーマン）
- ロックマン10 宇宙からの脅威!!（コマンドマン、チルドマン、シープマン）
- ロックマン2・ザ・パワーファイターズ（ワイリーマシン - 『ワイリーを追え』コース）
- ロックマンロックマン（NEW STYLE）
- ロックマンエグゼ トランスミッション